# Викидонебезпечні властивості вугільного пласта
Вибухонебезпечні властивості вугільного пласта (рос. взрывоопасные свойства угольного пласта, англ. explosive properties of coal seam, нім. Explosionseigenschaften des Kohlenflözes; explosionsgefährdete Eigenschaften der Kohlenschicht) — природні особливості вугільного пласта, що зумовлюють можливість раптового викиду вугілля та газу при наявності сприятливих для цього гірничотехнічних умов.